# ’O sole mio
’O sole mio (pol. „Moje słońce”) – pieśń neapolitańska napisana w 1898 roku. Autorem słów jest Giovanni Capurro, a muzyki – Eduardo Di Capua.
Kwestia autorstwa Eduardo di Capui została zakwestionowana w 2004, gdy sędzia z Turynu orzekł, że współautorem tej piosenki (oraz 18 innych piosenek di Capui) jest Alfredo Mazzucchi (1878–1972); tym samym piosenka „’O sole mio” została usunięta z publicznej domeny i objęta ochroną praw autorskich do 2042.
Nagrywana zarówno przez śpiewaków operowych jak Jan Kiepura, Enrico Caruso, Mario Lanza czy Luciano Pavarotti (w tym wypadku zwykle jest śpiewana po neapolitańsku), jak i też przez wykonawców spod znaku muzyki pop, np. Bryana Adamsa, a zwłaszcza Elvisa Presleya pod tytułem „It’s Now or Never” (1960). W wersji rozrywkowej piosenka ta jest śpiewana w różnych językach.